# بيروكسيد البنزويل

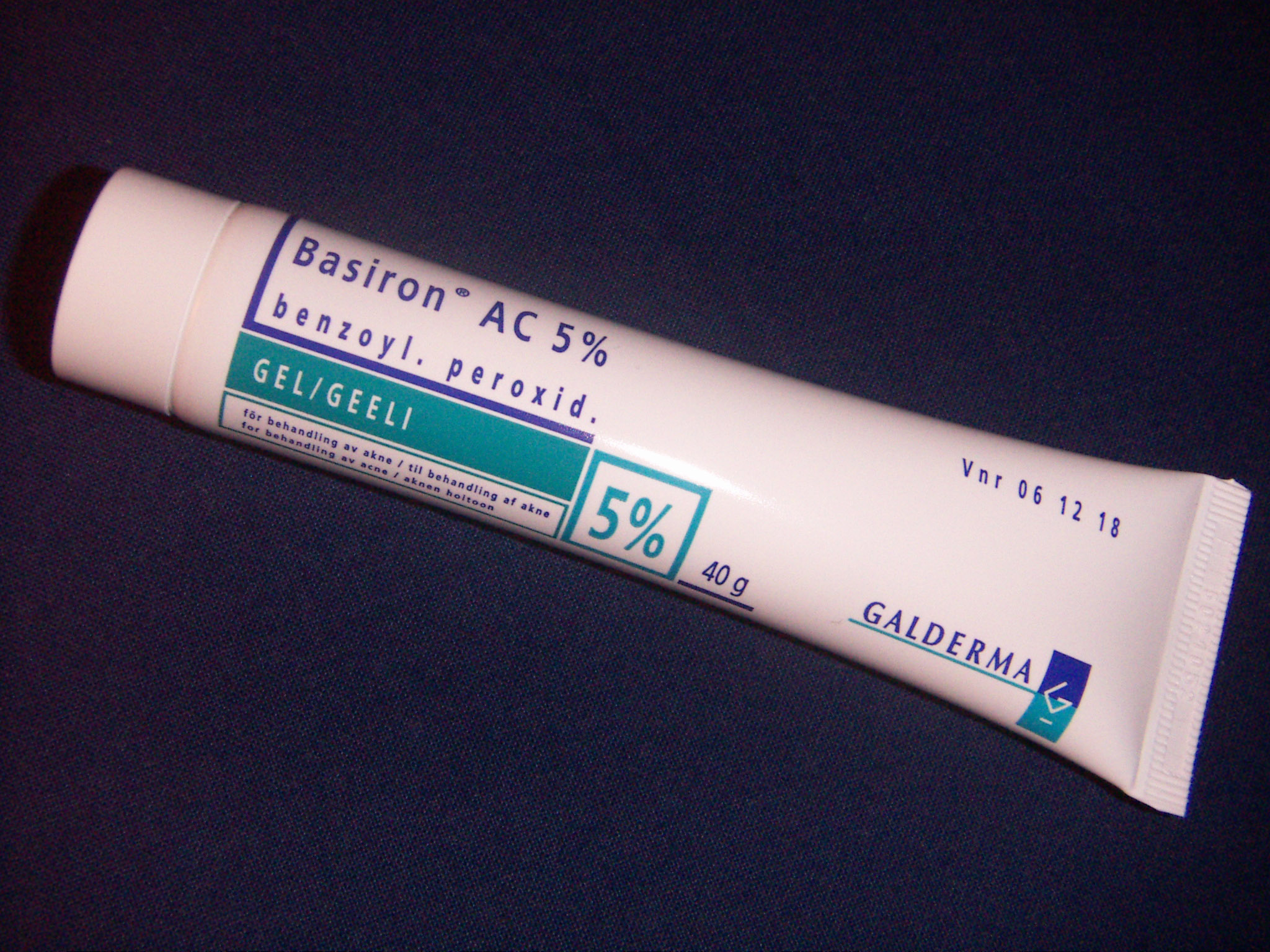
أنبوب من Basiron، 5٪ تحضير بنزويل بيروكسيد المعتمدة على الماء لعلاج حب الشباب.

بيروكسيد البنزويل هو مركب عضوي  ينتمي إلى مجموعة البيروكسيدات العضوية وهي تتألف من اثنين فوق أكسيد مجموعة موصولة بواسطة رابط فوق أكسيد في الصيغة البنائية
[C6H5C(O)]2O2.
وهو موجود في قائمة منظمة الصحة العالمية للأدوية الأساسية وهو من الأدوية الأكثر أهمية المطلوبة في نظام الرعاية الصحية الأساسية.
هو كابح للجراثيم يستعمل بصورة رئيسية في حب الشباب لفعاليته ضد حب الشباب البروبيوني (جنس جراثيم من فصيلة البروبيونيات). بالإضافة إلى ذلك ، المرضى الذين عولجوا مع بيروكسيد البنزويل ظهر انخفاضا في نسبة الدهون والأحماض الدهنية الحرة، وتقشر خفيف في البشرة (تأثير التجفيف والتقشير) في نفس الوقت الحد من الرؤوس السوداء وحب الشباب . يمتص من الجلد بعد دهنه ويستقلب إلى حمض البنزويك

## الإستعمالات
يستخدم معظم البنزويل بيروكسايد بمثابة بادئ جذري للحث على البوليمرة polymerizations. ويستخدم كمعقم

### معالجة حب الشباب
البنزويل بيروكسايد (BPO) فعال للحد من حجم وشدة آفات حب الشباب. يستعمل لمعالجة حب الشباب الشائع الخفيف والمتوسط. ولمعالجة إضافية في الحالات الأكثر شدة.
ويمكن الجمع بين ذلك مع حمض الساليسيليك، الكبريت، الإريثروميسين أو الكليندامايسين (المضادات الحيوية)، أو أدابالين (أ الريتينويد الاصطناعي). تشمل اثنين الأدوية المركبة المشتركة بنزويل بيروكسيد/كليندامايسين وأدابالين بيروكسيد/ بيروكسايد، إيجاد صيغة غير عادية تنظر يتم إلغاء نشاط أكثر الرتينوئيدات عن طريق البيروكسيد. المنتجات المزيجة مثل البنزويل بيروكسايد / الكليندامايسين والبنزويل بيروكسايد/حمض الصفصاف تبدو بعض الشيء أكثر فعالية من البنزويل بيروكسايد وحده لعلاج آفات حب الشباب.
هو نمط من العلاج يعرف باسم حال للتقرن keratolytic. هذا يعني أنه يعمل على تحطيم الكيراتين البروتين الذي يشكل جزءاً من بينة الجلد. ينقص فوراً من زيتية الجلد، لكنه قد يأخذ 4-6 أسابيع من العلاج قبل أن يظهر الأثر الكامل للأدوية المستخدمة لعلاج حب الشباب.
عند تطبيق البنزويل بيروكسايد على الجلد فإنه يسبب انهيار الطبقة العليا من خلايا الجلد وتساقطها، هذا يساعد على تحطيم البثور السوداء في الوجه أو الرأس (زُؤَان ودُخَيْنَة) ويفتح الغدد الدهنية، كما يساعد على منع تشكيل بثور جديدة.
للبنزويل بيروكسيد تأثير مضاد للجراثيم ويقتل الجراثيم على الجلد مباشرة، كما يخفض من أعدادها بتخفيض إنتاج الزهم (المخزون الغذائي للجراثيم) بواسطة الغدد الزهمية.

### الإستعمالأت الأخرى

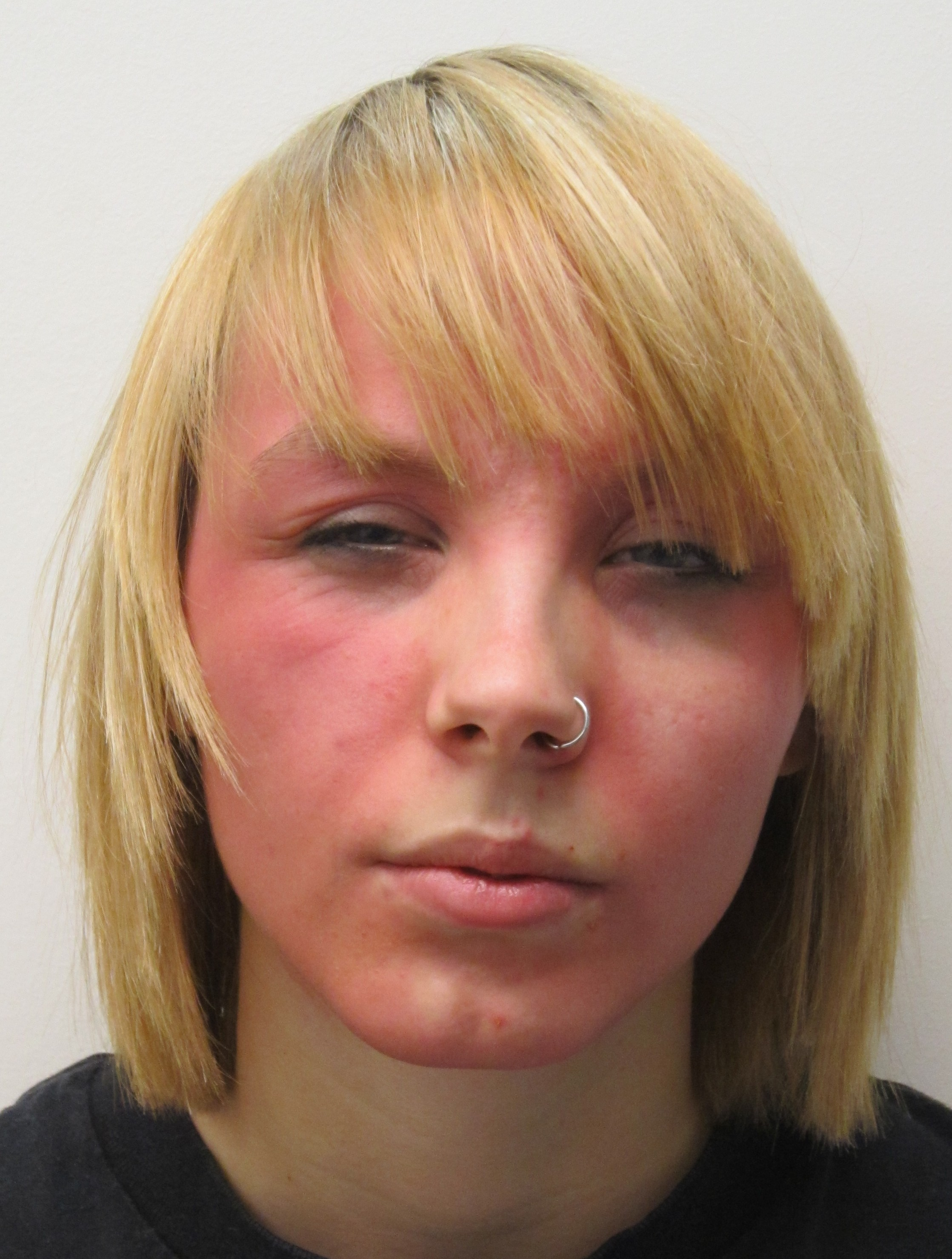
تهيج الجلد بسبب البنزويل بيروكسايد المركز
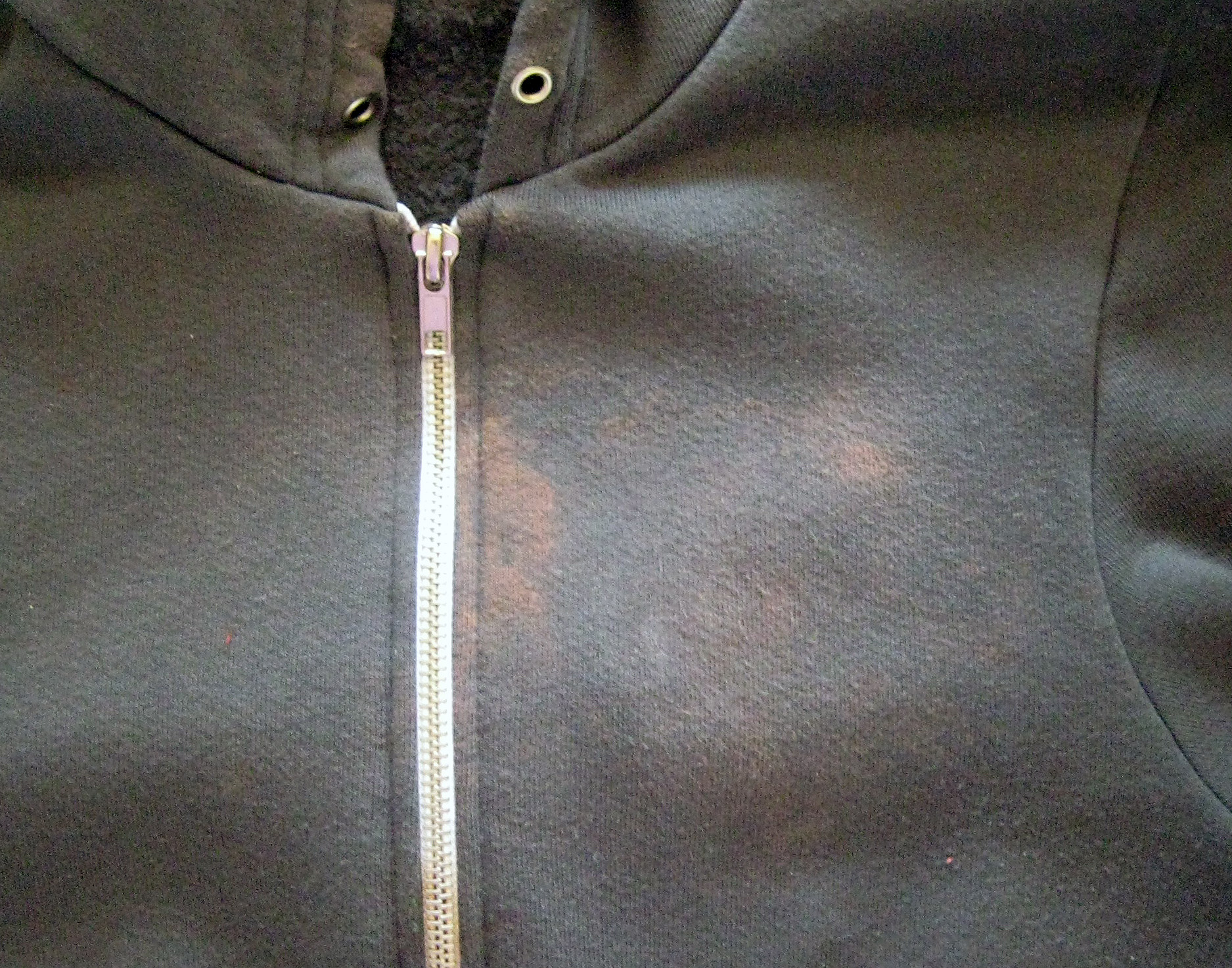
صبغة نسيج مقشور بسبب التلامس مع البنزويل بيروكسايد المركز.

## الأعراض الجانبية
البنزويل بيروكسايد المركز من المحتمل ان ينفجر،
تهيج الجلد والذي يتميز بالإحمرار ، الحكة أو الجفاف شائع بعد الاستعمال الموضعي إلا أنه يختفي مع استمرار المعالجة.

## التخليق، البنية والخصائص الفيزيائية
[C6H5C(O)]2O2 → 2 C6H5CO2•

## معلومات استخدام الدواء
1. اغسل يديك قبل وبعد الاستخدام.
2. غسل وتنظيف الجزء المصاب قبل الاستخدام.وتجفيف المنطقة جيدا.
3. ضعي طبقة رقيقة على الجلد المصاب وفرك بلطف في.
4. يمكن استخدام ماكياج بعد أن يجف الجلد.

- طرق الإعطاء: موضعي. كريم أو هلام 2.5%، 5%، 10%.

## الاحتياطات
- يجب عدم وضع بنزويل ببروكسيد على الجلد المتشقق أو التقرحات المفتوحة.
- يجب تجنب ملامسة العينين والأغشية المخاطية أو للشعر.
- تتم الاستجابة بعد 3 أسابيع من بدء العلاج.
- يجب عدم التعرض لأشعة الشمس المباشرة واستخدام واقيات الشمس الفعالة باستمرار.
- الحمل: يستعمل إذا كانت الحاجة العلاجية له تفوق الضرر على الجنين .
- الرضاعة: غير معروف إن كان يفرز في الحليب، يستخدم بحذر .
- الأطفال: أمان الاستخدام غير محدد بعد.

## التخزين
يجب حفظ المستحضرات بعبوات مغلقة جيداً ويجب أن لا تتجمد.

## وصلات خارجية
- بطاقة السلامة الكيميائية العالمية 0225
- "NIOSH Pocket Guide to Chemical Hazards #0052". المعهد الوطني للسلامة والصحة المهنية (NIOSH).
- تقرير التقييم الأولي لمجموعة بيانات معلومات الكشف من منظمة التعاون الاقتصادي والتنمية